# Штаудт
Штаудт (њем. Staudt) општина је у њемачкој савезној држави Рајна-Палатинат. Једно је од 192 општинска средишта округа Вестервалд. Према процјени из 2010. у општини је живјело 1.099 становника. Посједује регионалну шифру (AGS) 7143073.

## Географски и демографски подаци
Штаудт се налази у савезној држави Рајна-Палатинат у округу Вестервалд. Општина се налази на надморској висини од 265 метара. Површина општине износи 2,6 km². У самом мјесту је, према процјени из 2010. године, живјело 1.099 становника. Просјечна густина становништва износи 415 становника/km².